# شاي لوف
شاي لوف (بالإنجليزية: Shy Love)‏ وتُترجم حرفيا إلى خجولة [في] الحب وهو عبارة عن اسم فني لا غير، ولدت في 27 نوفمبر 1978) وهي ممثلة إباحية أمريكية تعود أصولها ونسبها للعرق الإيطالي وبورتوريكي، كما تُعد شخصية ناشطة في مجال صناعة الأفلام الإباحية منذ عام 2003.

## النشأة
عاشت شاي لوف طفلوتها في نيو هيفن بكونيتيكت. وقد ذكرت في تصريح سابق لها أنها عملت كمحاسبة قانونية وحاصلة على درجة البكالوريوس واثنين من درجات الماجستير.

## الحياة الشخصية
في عام 2007، أجرت شاي مقابلة مع جايم لينك (Gamelink) وقد قالت حينها أنها على علاقة مع رجل ثالث بغض النظر عن زوجها الحقيقي وعشيقها، كما أكدت على ألا مشكلة لديها في ممارسة الجنس سواء مع رجل أو امرأة. يُشار إلى أن شاي لوف لديها طفلان.

## المسيرة المهنية
تملك شاي لوف ملهى ليلي رفقة مالك آخر في كولورادو سبرينغز يُسمى 13 نقي (13 pure) وقد افتُتح في كانون الثاني/يناير 2008.

## وكالات المواهب

### مديرة وكالة مواهب
في عام 2006، أصبحت شاي لوف وكيلة مواهب حيث باتت تبحث عن نجوم ومواهب قصد توجيههم وبناء طريقهم،  وقد تمكنت من جلب موهبتان وهما ممفيس مونرو وليزا دانيلز اللذان أصبحا فيما عاملتان في مجال صناعة الجنس. أسست فيما بعد وكالة لجلب المواهب بعدما كانت قد حصلت على خبرة في هذا الميدان وقد صرَّحت في وقت سابق قائلة: «وكالتي لا تهتم بجنسية الموهبة، لكنها وفي المقابل تهتم بمثليي الجنس من الرجال وبالتالي فهي وكالة فريدة من نوعها في هذه الصناعة.» في عام 2010، قامت شاي لوف بدمج شركتها للمواهب مع وكالة مواهب أخرى فأصبحت شركتان في شركة واحدة كبيرة نوعا ما ومسيطرة في المجال ولها فروع عديدة في مدن مختلفة وكثيرة. ثم في عام 2013 باعت شاي لوف حصتها من الوكالة لشريكتها في العمل مارك شيشتر.

## الجوائز والترشيحات
| العام | الحفل          | الفئة                                        | العمل                             | النتيجة |
| ----- | -------------- | -------------------------------------------- | --------------------------------- | ------- |
| 2006  | جائزة اكس روكو | أفضل ثنائي في مشهد إباحي (مع مونيك ألكساندر) | جانين حصلت على ذكور               | رُشِّح     |
| 2007  | جوائز آي في إن | أفضل أداء في السنة (فئة الإناث)              | —                                 | رُشِّح     |
| 2013  | جوائز آي في إن | أشهر ممثلة إباحية (حسب آي في إن)             | —                                 | فوز     |
| 2013  | جوائز آي في إن | أفضل مخرجة – محاكاة ساخرة                    | ايل غوردو يا لا فلاكا إكس إكس إكس | رُشِّح     |
| 2013  | جوائز XBIZ     | مديرة العام - محاكاة ساخرة                   | ايل غوردو يا لا فلاكا إكس إكس إكس | رُشِّح     |

## روابط خارجية
- شاي لوف على موقع IMDb (الإنجليزية)
- شاي لوف على موقع قاعدة بيانات الفيلم (الإنجليزية)
- شاي لوف على موقع كينوبويسك (الروسية)